# Audience nationale
L’Audience nationale (en espagnol : Audiencia Nacional) est un tribunal espagnol à compétence nationale. Elle a son siège à Madrid.

## Présentation
Elle est composée d'un président, des président des chambres et de magistrats. Elle est réservée pour les cas qui ont une importance nationale ou internationale et certains crimes graves comme le terrorisme. Ses décisions peuvent être annulées par le Tribunal suprême.
Elle réunit les compétences juridictionnelles suivantes : 
- pénal:
  - chambre pénale (Sala de lo Penal) : terrorisme, crime organisé, génocides, etc. ;
  - chambre d'appel (Sala de Apelación) : procès en appel de la chambre pénale ;
- administratif:
  - chambre du contentieux administratif (Sala de lo Contencioso-Administrativo) : recours contre les décisions administratives des ministres et des secrétaires d'État ;
- social:
  - chambre sociale : mise en cause des conventions collectives dont le champ d'application dépasse le territoire d'une communauté autonome.

### Organismes liés
La loi organique du pouvoir judiciaire (LOPJ) institue des juridictions dont la compétence est liée à celles de l'Audience nationale, mais qui n'en font pas partie : 
- tribunal central pénal (Juzgado Central de lo Penal) : connaît des mêmes litiges que la chambre pénale de l'Audience nationale, si la peine privative de liberté est inférieure à cinq ans ;
- tribunal central d'instruction (Juzgado Central de la Instrucción) : enquête sur les crimes et délits relevant de l'Audience nationale ou des tribunaux centraux pénaux ;
- tribunal central des mineurs (Juzgado Central de Menores) : connaît des mêmes affaires que la chambre pénale de l'Audience nationale ou que les tribunaux centraux pénaux quand l'accusé est mineur ;
- tribunal central de vigilance pénitentiaire (Juzgado Central de Vigilancia Penitenciaria) : assure l'application des peines privatives de liberté prononcées par la chambre pénale de l'Audience nationale ou par les tribunaux centraux pénaux ;
- tribunal central du contentieux administratif (Juzgado Central de lo Contencioso-Administrativo) : connaît des recours contre les décisions des autorités, des organismes ou des institutions administratives à compétence nationale.

## Personnalités liées
- Baltasar Garzón, juge d'instruction.
- Carmen Lamela Díaz, juge d'instruction.
- Fernando Grande-Marlaska, juge d'instruction.
- Dolores Delgado, procureure.